# Féli Delacauw
Féli Delacauw (Snellegem, 4 april 2002) is een Belgisch voetbalspeelster. Ze speelt als middenvelder voor Fortuna Sittard in de Vrouwen Eredivisie.

## Clubcarrière
Féli Delacauw kwam sinds 2018 uit in de jeugdopleiding van KAA Gent. Op 19 december 2020 speelde Delacauw haar eerste wedstrijd voor Gent
Vanaf het seizoen 2022/23 maakte Delacauw deel uit van het nieuw opgerichte Fortuna Sittard in de Vrouwen Eredivisie. Ze was daarmee één van de vijf Belgische speelsters die onder contract stond bij Fortuna Sittard in het seizoen 2022/24.
Op 16 september 2022 maakte Delacauw haar debuut in de Vrouwen Eredivisie in een uitwedstrijd tegen Ajax door in de basis te starten. Nog diezelfde maand maakte Delacauw in een uitwedstrijd tegen PEC Zwolle haar eerste doelpunt voor Fortuna Sittard. Ze tekende voor de 2-4 in de met 2-5 gewonnen uitwedstrijd.
Féli Delacauw zal vanaf het seizoen 2024/25 gaan uitkomen voor TSG 1899 Hoffenheim in de Bundesliga. In Sinsheim tekende ze een contract dat haar tot medio 2026 aan de club verbonden houdt.

## Statistieken
| Seizoen | Club                | Land      | Competitie   | Wedstrijden | Doelpunten |
| ------- | ------------------- | --------- | ------------ | ----------- | ---------- |
| 2018/19 | KAA Gent Ladies     | België    | Super League |             |            |
| 2019/20 | KAA Gent Ladies     | België    | Super League | 9           | 0          |
| 2020/21 | KAA Gent Ladies     | België    | Super League | 16          | 2          |
| 2021/22 | KAA Gent Ladies     | België    | Super League | 13          | 9          |
| 2022/23 | Fortuna Sittard     | Nederland | Eredivisie   | 16          | 3          |
| 2023/24 | Fortuna Sittard     | Nederland | Eredivisie   | 17          | 6          |
| 2024/25 | TSG 1899 Hoffenheim | Duitsland | Bundesliga   | 0           | 0          |
| Totaal  | Totaal              | Totaal    | Totaal       | 71          | 20         |

Bijgewerkt t/m 6 mei 2024.

## Interlands
Delacauw speelde voor België O17 en sinds februari 2021 ook voor de Red Flames.
| Seizoen   | Wedstrijden | Doelpunten |
| --------- | ----------- | ---------- |
| 2020-2021 | 5           | 0          |
| 2021-2022 | 10          | 0          |
| 2022-2023 | 8           | 0          |

1 Dinkla ·
2 Van Koot ·
3 Stoop ·
5 Hilhorst ·
6 Mulder ·
7 Lindfors ·
8 Van Heeswijk ·
9 Prins ·
10 Eijken ·
11 Dekker ·
14 Vijfhuizen ·
15 Van Walsem ·
17 Pietersma ·
18 Van Berlo ·
19 Peereboom ·
20 Rooijendijk ·
21 Arons ·
22 Thijs ·
23 Stauffenberg ·
24 Van Wershoven ·
26 Kopp ·
27 Baccarne ·
Coach: Van Lieshout